# 上野裕寿
上野 裕寿（うえの ひろとし、2003年5月5日 - ）は、日本の将棋棋士である。兵庫県加古川市出身。井上慶太九段門下。棋士番号は340。

## 棋歴

### アマチュア時代
2012年、第11回全国小学生倉敷王将戦の低学年の部で優勝。
加古川市立野口南小学校 6年生であった2015年4月19日の第40回記念小学生将棋名人戦 決勝大会3位。同年 8月23日には、第4回J:COM杯 こども将棋大会 全国大会準優勝。

### 奨励会時代
2015年9月、小学校6年生で奨励会入会試験を経て6級で奨励会入会。
2016年4月、加古川市立中部中学校へ進学。入会後は順調に昇級・昇段を重ね、中学校3年生の2018年8月には三段に昇段。同年度後期の第64回三段リーグから三段リーグに参加。
2019年4月、兵庫県立加古川北高等学校へ進学し、囲碁・将棋部に入部。2020年度、2021年度と部長を務めた。奨励会在籍中のため、公式戦には出場できなかったが、顧問の梶尾良太先生のもとで後輩たちの指導・育成に努めた。囲碁・将棋部の後輩が、2021年に第29回全国高等学校文化連盟将棋新人大会女子個人戦出場。第41回近畿高等学校総合文化祭滋賀大会将棋部門男子個人戦Ａ級３位。2022年に第46回兵庫県高等学校総合文化祭将棋部門団体戦優勝。第42回近畿高等学校総合文化祭和歌山大会将棋部門女子個人戦Ａ級ベスト８。2023年に第43回近畿高等学校総合文化祭三重大会将棋部門個人戦Ａ級３位と華々しい戦績を挙げ、強豪校としての礎を築いた。
参加10期目となる第73回三段リーグ（2023年度前期）において、17回戦終了時点で14勝3敗としてリーグ成績2位以上を確定させ、10月1日付のプロ入り（四段昇段）を決めた。プロ入り（四段昇段）後の2023年12月には、母校の兵庫県立加古川北高等学校を訪問して昇段を報告した。また囲碁・将棋部の後輩たちとの指導対局も行った。
奨励会在籍中に公式棋戦出場経験が延べ7回ある（竜王戦<第36期>、新人王戦<第51期-第54期>および加古川青流戦<第12期-第13期>）。第36期竜王戦(2023年度)では6組ランキング戦において、三段ながら4勝1敗の好成績で準々決勝まで進出した。第54期新人王戦(2023年度)では決勝進出を決めており、プロ入り後に三番勝負が行なわれた。

### プロ入り後
2023年10月1日付で、四段昇段。翌2日にはプロ入り後デビュー戦となる新人王戦の対局日程(決勝三番勝負第1局)が、昇段2日目にして早くも組まれた。同門の藤本渚四段との対決となった、第54期新人王戦決勝三番勝負（2023年10月31日、第3局）では、上野が2勝1敗の成績で制して棋戦初優勝。四段昇段ひと月以内に達成した上野の新人王戦優勝は、最速記録（プロ入り31日後）・最短記録=最少対局数（プロ入り後3局目）での棋戦初優勝の記録となった。ちなみに、同年度の囲碁の新人王戦では上野愛咲美が優勝し、12月13日の表彰式で「ダブル上野」が並んで表彰となった。2024年1月14日に加古川観光大使に就任。ニッケパークタウンで行われた第10回 棋士のまち加古川 将棋フェスタで委嘱式が行われ、岡田康裕加古川市長から委嘱状とたすきが手渡された。この年10月に行なわれた加古川市主催の第14期加古川青流戦で優勝した。

## 人物
井上門下から5-6人目の棋士として兄弟子の横山友紀と狩山幹生の同時四段昇段した際には、師匠の井上慶太に「門下から7人目の棋士誕生」として上野の昇段を期待されていた。
扇子や色紙などへの揮毫の文字は「前進」。

## 昇段履歴
昇段規定は、将棋の段級を参照。
奨励会
- 2015年09月12日 ： 6級（関西奨励会入会、12歳）[6]
- 2015年11月15日 ： 5級（昇級時12歳）[15]
- 2016年01月11日 ： 4級（昇級〃12歳）[16]
- 2016年10月22日 ： 3級（昇級時13歳）[17]
- 2017年01月21日 ： 2級（昇級〃13歳）[要出典]
- 2017年03月19日 ： 1級（昇級〃13歳）[要出典]
- 2017年11月04日 ： 初段（昇級時14歳）[要出典]
- 2018年03月17日 ： 二段（昇級〃14歳）[要出典]
- 2018年08月03日 ： 三段（昇段時15歳 / 第64回奨励会三段リーグ〈2018年度後期〉からリーグ参加）[18]

四段昇段以降
- 2023年10月01日 ： 四段（第73回奨励会三段リーグ成績2位）[1][19]
- 2025年03月11日 ： 五段（順位戦C級1組昇級）[20]

## 主な成績

### 棋戦優勝
- 新人王戦：1回（第54期 2023年）
- 加古川青流戦：1回（第14期 2024年）

優勝 2回

### 非公式戦
- 2024年 - ABEMAトーナメント - 優勝（チーム稲葉「井上一門」のメンバーとして）

### 棋戦成績一覧
- 竜王戦：第38期 6組（4勝・昇決進行中） ／ 過去最高：6組ベスト16（4勝、第36期=三段当時） - 詳細は#在籍クラス参照
- 順位戦：第84期 C級1組・序列28位 ／ 過去最高：C級2組・9勝1敗=C1昇級（第83期・C2-52位） - 詳細は#在籍クラス参照
- 王位戦：第66期 予選敗退 ／ 過去最高：予選 1勝（第66期）
- 叡王戦：第10期 予選敗退 ／ 過去最高：予選 0勝（第10期）
- 王座戦：第73期 一次予選敗退 ／ 過去最高：一次予選 4勝（第73期）
- 棋王戦：第51期 予選敗退 ／ 過去最高：予選 2勝（第51期）
- 王将戦：第75期 一次予選敗退 ／ 過去最高：一次予選 1勝（第74期、第75期）
- 棋聖戦：第97期 一次予選敗退 ／ 過去最高：一次予選 1勝（第96期、第97期）

（一般棋戦・若手棋戦）
- 朝日杯：第19回 一次予選 進行中 ／ 過去最高：一次予選 1勝（第18回）
- 銀河戦：第33期 予選敗退 ／ 過去最高：予選 1勝（第33期）
- NHK杯：第75回 本戦敗退 ／ 過去最高：本戦 1勝（第75回）
- 新人王戦：第56期 ベスト16敗退 ／ 過去最高：優勝（第54期）
- 加古川青流戦：第15期以降 出場なし ／ 過去最高：優勝（第14期）

### 在籍クラス
竜王戦と順位戦のクラスは、将棋棋士の在籍クラスを参照。
| 開始 年度 | (出典)順位戦出典 | (出典)順位戦出典 | (出典)順位戦出典 | (出典)順位戦出典 | (出典)順位戦出典 | (出典)順位戦出典 | (出典)順位戦出典 | (出典)順位戦出典 | (出典)竜王戦出典 | (出典)竜王戦出典 | (出典)竜王戦出典 | (出典)竜王戦出典 | (出典)竜王戦出典 | (出典)竜王戦出典 | (出典)竜王戦出典 | (出典)竜王戦出典 | (出典)竜王戦出典 | (出典)竜王戦出典 |
| 開始 年度 | 期               | 名人             | A級              | B級              | B級              | C級              | C級              | 0                | 期               | 竜王             | 1組              | 2組              | 3組              | 4組              | 5組              | 6組              | 決勝 T           |                  |
| 開始 年度 | 期               | 名人             | A級              | 1組              | 2組              | 1組              | 2組              | 0                | 期               | 竜王             | 1組              | 2組              | 3組              | 4組              | 5組              | 6組              | 決勝 T           |                  |
| --- | ---------------- | ---------------- | ---------------- | ---------------- | ---------------- | ---------------- | ---------------- | ---------------- | ---------------- | ---------------- | ---------------- | ---------------- | ---------------- | ---------------- | ---------------- | ---------------- | ---------------- | ---------------- |
| 2022 |                  | 四段昇段前       | 四段昇段前       | 四段昇段前       | 四段昇段前       | 四段昇段前       | 四段昇段前       | 四段昇段前       | 36               |                  |                  |                  |                  |                  |                  | 6組三段          | --               | 4-1/昇0-0        |
| 2023 |                  | 四段昇段前       | 四段昇段前       | 四段昇段前       | 四段昇段前       | 四段昇段前       | 四段昇段前       | 四段昇段前       | 37               |                  |                  |                  |                  |                  |                  | 6組              | --               | 3-1/昇0-1        |
| 2024 | 83               |                  |                  |                  |                  |                  | C252             | 9-1              | 38               |                  |                  |                  |                  |                  |                  | 6組              | --               | 4-1/昇 -         |
| 2025 | 84               |                  |                  |                  |                  | C128             |                  | -                | 39               |                  |                  |                  |                  |                  |                  |                  |                  |                  |
| 順位戦、竜王戦の 枠表記 は挑戦者。右欄の数字は勝-敗(番勝負/PO含まず)。 順位戦の右数字はクラス内順位 ( x当期降級点 / *累積降級点 / +降級点消去 ) 順位戦の「F編」はフリークラス編入 /「F宣」は宣言によるフリークラス転出。 竜王戦の 太字 はランキング戦優勝、竜王戦の 組(添字) は棋士以外の枠での出場。 |                  |                  |                  |                  |                  |                  |                  |                  |                  |                  |                  |                  |                  |                  |                  |                  |                  |                  |

### 年度別成績
| 年度                                                     | 対局数 | 勝数 | 負数 | 勝率   | (出典) |
| -------------------------------------------------------- | ------ | ---- | ---- | ------ | ------ |
| 2019                                                     | 2      | 2    | 0    | 1.0000 | [ 23 ] |
| 2020                                                     | 2      | 0    | 2    | 0.0000 | [ 24 ] |
| 2021                                                     | 3      | 1    | 2    | 0.3333 | [ 25 ] |
| 2022                                                     | 8      | 6    | 2    | 0.7500 | [ 26 ] |
| 2023                                                     | 5      | 4    | 1    | 0.8000 | [ 27 ] |
| 合計                                                     | 20     | 13   | 7    | 0.6500 |        |
| 2023年9月までの公式棋戦成績 （棋士通算成績の合算対象外） |        |      |      |        |        |

| 年度         | 対局数 | 勝数 | 負数 | 勝率   | (出典) | 通算成績 | 通算成績 | 通算成績 | 通算成績 | 通算成績 |
| ------------ | ------ | ---- | ---- | ------ | ------ | -------- | -------- | -------- | -------- | -------- |
| 2023年度     | 11     | 7    | 4    | 0.6363 | [ 28 ] | 対局数   | 勝数     | 負数     | 勝率     | (出典)   |
| 2024年度     | 46     | 35   | 11   | 0.7608 | [ 29 ] | 57       | 42       | 15       | 0.7368   | [ 30 ]   |
| 合計         | 57     | 42   | 15   | 0.7368 | [ 30 ] |          |          |          |          |          |
| 2024年度まで |        |      |      |        |        |          |          |          |          |          |